# Autocode
Autocode és una família de llenguatges d'alt nivell que visqueren entre els anys 1950 i els 1960 orientats a una sèrie de computadores de les universitats de Manchester i Cambridge.
El primer autocodi i el seu compilador van ser desenvolupats per Alick Glennie el 1952 per a l'ordinador Mark 1 de la Universitat de Manchester i alguns el consideren el primer llenguatge de programació compilat. El seu principal objectiu era augmentar la comprensibilitat en la programació de les màquines Mark 1, que eren conegudes pel seu codi màquina particularment abstrus. Tot i que el llenguatge resultant era molt més clar que el codi màquina, encara depenia molt de la màquina.
El segon autocodi per al Mark 1 va ser planejat el 1954 i desenvolupat per RA Brooker el 1955 i es va anomenar "Mark 1 Autocode". El llenguatge era gairebé independent de la màquina i tenia aritmètica de coma flotant, a diferència del primer. D'altra banda, només permetia una operació per línia, oferia pocs noms mnemotècnics i no tenia manera de definir subrutines d'usuari.
El seu repertori de variables era limitat, tenint de a-z i a'-z'. Els conceptes de piles, vectors, memòria dinàmica, recursivitat eren completament inexistents.
A més, per tal de poder funcionar en les limitades memòries físiques (el concepte de memòria virtual encara no existia), els programes extensos havien d'escriure's en diferents "capítols", els quals s'haurien d'anar alternant entre si.
I això requeria força habilitat i perícia per part del programador, ja que el temps perdut pel canvi de capítol també calia minimitzar-se.
Avui dia, el terme s'utilitza per referir-se a la família de llenguatges primerencs descendents dels sistemes d'autocodificadors Manchester Mark 1, que eren generalment similars. A la dècada de 1960, el terme autocodificadors s'utilitzava de manera més genèrica per referir-se a qualsevol llenguatge de programació d'alt nivell que utilitzés un compilador. Exemples de llenguatges anomenats autocodis són COBOL i Fortran.